# Pševo
Pševo je vas na uravnavi v severovzhodnem delu Škofjeloškega hribovja nad Sorškim poljem in je 9 km oddaljeno od Kranja. Dostop je po asfaltirani cesti iz Kranja preko Stražišča.

## Zgodovina vasi
Območje Jošta, kjer leži tudi vas Pševo, je od 12. do 19. stoletja spadalo pod upravo freisinških škofov. Do konca 20. stoletja je bilo Pševo majhno naselje z le nekaj hišami, v zadnjih 30 letih pa je bilo okolje močno pozidano, predvsem s počitniškimi objekti.
V vasi je bila nekoč tudi šola, ki pa je bila leta 1958 pripojena Osnovni šoli Lucijana Seljaka in je postala podružnica, leta 1969 pa je bila popolnoma ukinjena zaradi premajhnega števila otrok.

## Opis naselja
Pševo je vas z gručastim jedrom starejših hiš, višje ob cesti pa se vrstijo novejše hiše. V zgornjem delu vasi je stavba nekdanje šole, danes Dom krajanov, poleg nje pa gasilski dom Prostovoljnega gasilskega društva Jošt.
Ljudje so večinoma zaposleni v dolini, s kmetijstvom se jih ukvarja še le peščica. Število kmetij je v zadnjem letu močno padlo. Pojavljajo se dodatne dejavnosti (obrt, žganjekuha).